# 3989 Odin
För andra betydelser, se Oden (olika betydelser).
3989 Odin eller 1986 RM är en asteroid i huvudbältet som upptäcktes den 8 september 1986 av den danska astronomen Poul Jensen vid Brorfelde-observatoriet. Den är uppkallad efter den fornnordiska guden Oden.
Asteroiden har en diameter på ungefär 3 kilometer.